# Monson (Massachusetts)
Monson es un pueblo ubicado en el condado de Hampden en el estado estadounidense de Massachusetts. En el Censo de 2010 tenía una población de 8.560 habitantes y una densidad poblacional de 73,79 personas por km².Su población estimada, a mediados de 2019, es de 8.787 habitantes.

## Geografía
Monson se encuentra ubicado en las coordenadas 42°5′37″N 72°19′17″O / 42.09361, -72.32139. Según la Oficina del Censo de los Estados Unidos, Monson tiene una superficie total de 116 km², de la cual 114.3 km² corresponden a tierra firme y (1.45%) 1.7 km² es agua.

## Demografía
Según el censo de 2010, había 8.560 personas residiendo en Monson. La densidad de población era de 73,79 hab./km². De los 8.560 habitantes, Monson estaba compuesto por el 96.81% blancos, el 0.85% eran afroamericanos, el 0.21% eran amerindios, el 0.61% eran asiáticos, el 0% eran isleños del Pacífico, el 0.2% eran de otras razas y el 1.32% pertenecían a dos o más razas. Del total de la población el 1.79% eran hispanos o latinos de cualquier raza.